# Алдея-де-Санту-Антониу
Алдея-де-Санту-Антониу (порт. Aldeia de Santo António)  —  район (фрегезия) в Португалии,  входит в округ Гуарда. Является составной частью муниципалитета  Сабугал. По старому административному делению входил в провинцию Бейра-Алта. Входит в экономико-статистический  субрегион Бейра-Интериор-Норте, который входит в Центральный регион. Население составляет 786 человек на 2001 год. Занимает площадь 30,63 км².
Покровителем района считается Антоний Падуанский (порт. Santo António).